# GM대우 베리타스
GM대우 베리타스(GM Daewoo Veritas)는 대한민국의 자동차 메이커인 GM대우의 고급 대형차이다. 차명인 베리타스는 라틴어로 '진실'을 의미한다.

## 2세대

### 베리타스(2008년9월~2010년9월)

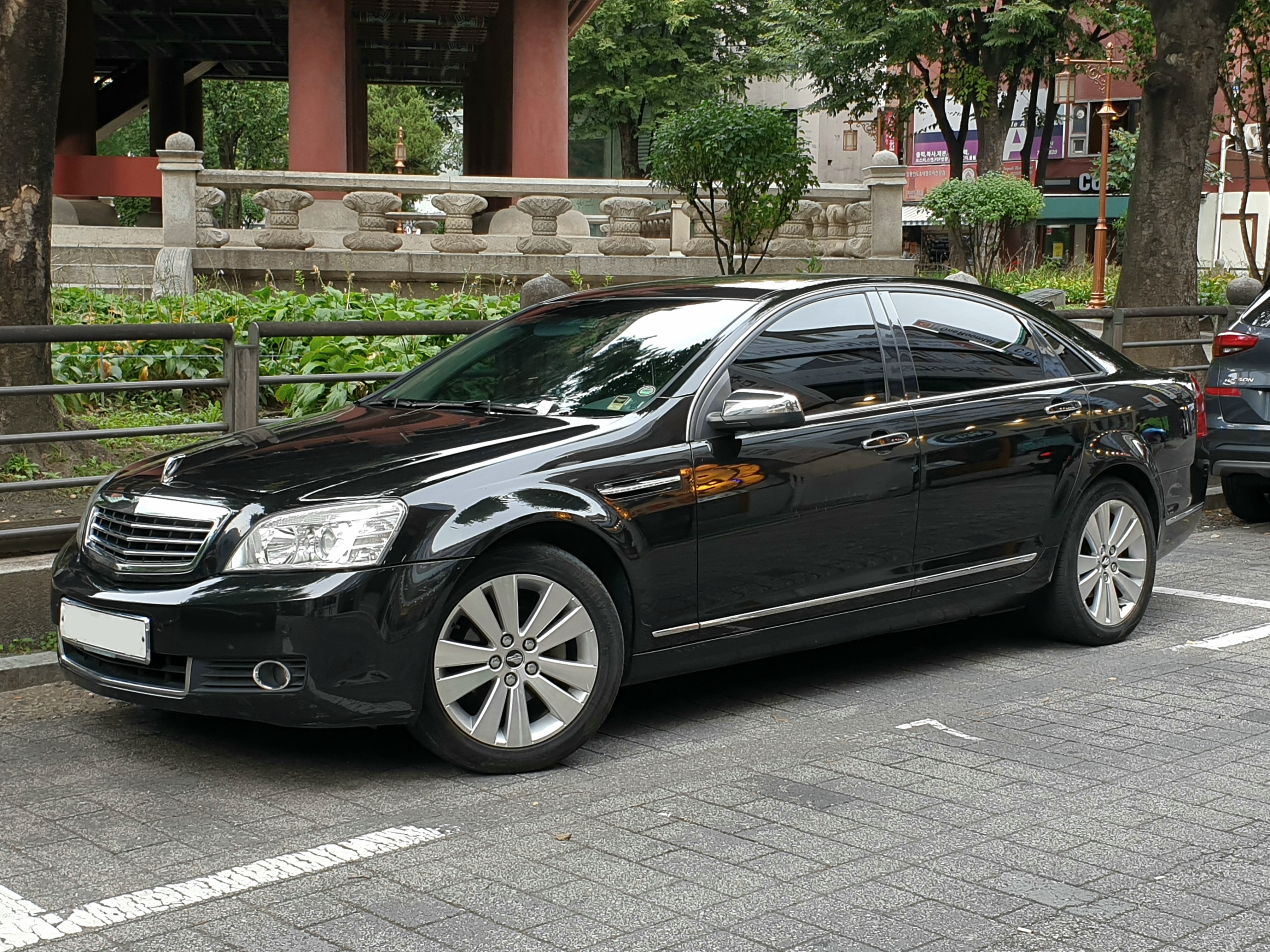
GM대우 베리타스 정측면

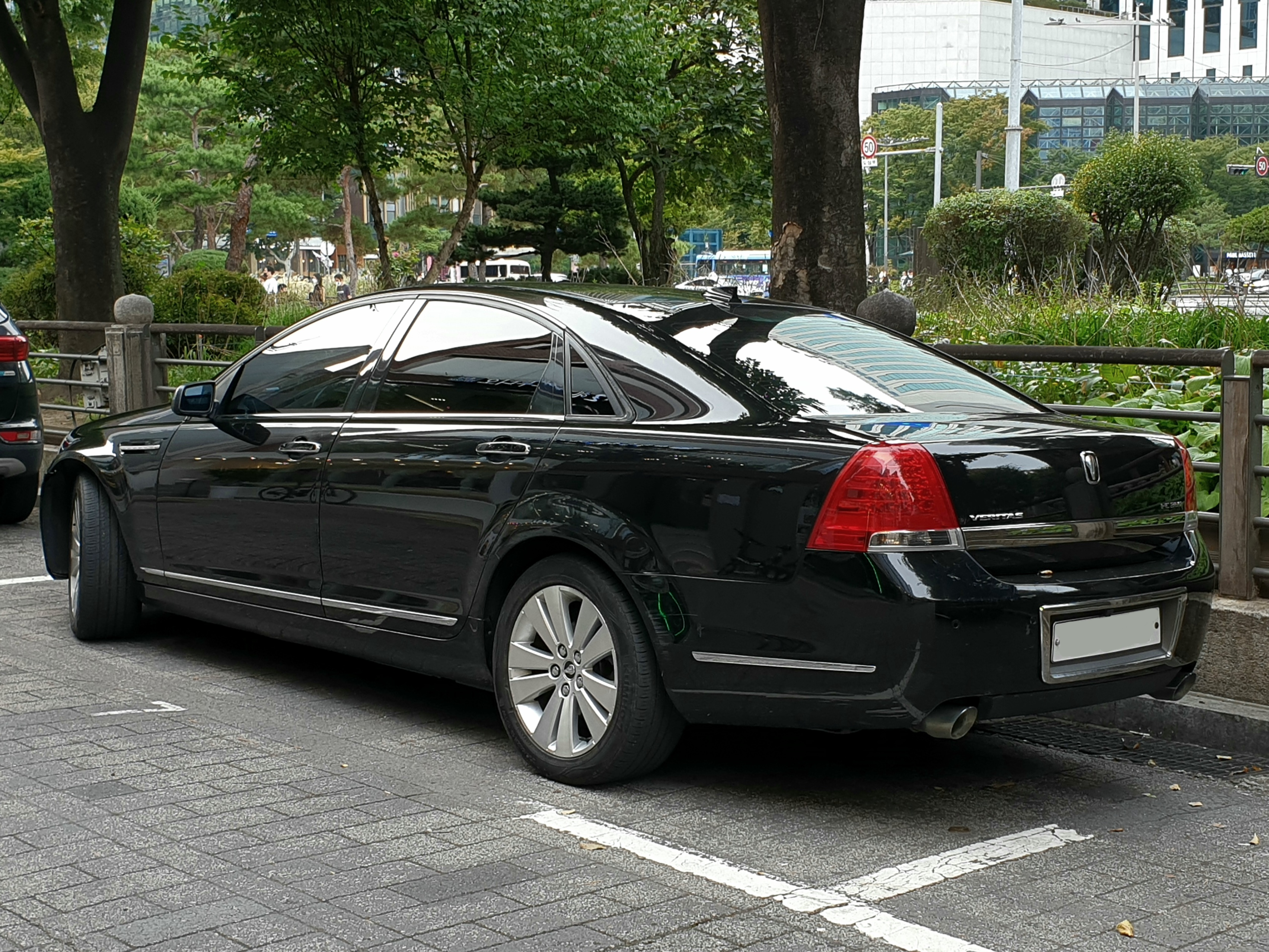
GM대우 베리타스 후측면

쉐보레 카프리스 6세대와 동일한 차종이다. 스테이츠맨의 수입이 중단된 후에 후속 차종으로서 2008년 9월에 등장하였다. 베리타스도 스테이츠맨처럼 홀덴 스테이츠맨(WM)의 OEM 차종이며, 홀덴의 오스트레일리아 사우스오스트레일리아주 엘리자베스 공장에서 생산 및 수입하여 판매하였다. 그레이드는 디럭스, 프리미엄, 럭셔리 등 3가지이다. 쉐보레 카마로와 같은 GM의 후륜구동 제타 플랫폼을 베이스로 한 섀시에 홀덴의 252마력의 3.6ℓ V6 MPFI 엔진을 탑재하였다. 매뉴얼 모드를 포함한 5단 자동변속기와 조합하며, 부드러운 주행이 가능하다. 2009년 3월에는 277마력의 3.6ℓ V6 SIDI 엔진과 함께 6단 자동변속기로 변경되었다. 이 엔진은 캐딜락 CTS에 장착된 엔진을 디튠하였다. 차체 크기가 커서 그만큼 실내 공간도 상당한 크기를 자랑하고 있고, 축거는 3,009mm라서 뒷 좌석의 레그룸은 꽤 넓다. 트렁크 용량은 535ℓ로, 골프 가방 4개를 편하게 넣을 수 있을 만큼의 여유가 있다. 하지만 파워 윈도우 스위치가 대우 르망이나 대우 라노스처럼 도어 트림이 아닌 변속기 레버 밑에 있었고, 오스트레일리아가 운전석이 오른쪽인 국가라는 특성을 지우지 못해 운전석이 왼쪽으로 바뀌었음에도 오디오 전원 스위치가 오른쪽에 있는 등 대한민국 실정에 일부 맞지 않는 부분은 스테이츠맨처럼 여전하였다. 주요 사양을 살펴보면 히팅 가죽 시트, LED 사이드 턴 램프, BOSE와 공동으로 개발한 엔터테인먼트 오디오 시스템, 크루즈 컨트롤, 뒷자리에서 조종 가능한 풀 오토 에어컨, 18인치 알루미늄 휠(디럭스 트림은 17인치), 차체 자세 제어 장치, 6개의 에어백, 트랙션 컨트롤, 브레이크 어시스트, 클리어런스 소너 등이 적용되었다. 하지만 현대 에쿠스와 쌍용 체어맨과 현대 제네시스와 기아 오피러스 등의 경쟁 차종에 비해 판매가 부진함에 따라 2010년 8월에 수입을 중단하였다.
| 구분                 | 3.6ℓ V6 MPFI            | 3.6ℓ V6 SIDI            |
| -------------------- | ----------------------- | ----------------------- |
| 전장 (mm)            | 5,195                   | 5,195                   |
| 전폭 (mm)            | 1,895                   | 1,895                   |
| 전고 (mm)            | 1,480                   | 1,480                   |
| 축거 (mm)            | 3,009                   | 3,009                   |
| 윤거 (전, mm)        | 1,592                   | 1,592                   |
| 윤거 (후, mm)        | 1,610                   | 1,610                   |
| 승차 정원            | 5명                     | 5명                     |
| 변속기               | 자동 5단                | 자동 6단                |
| 서스펜션 (전/후)     | 맥퍼슨 스트럿/멀티 링크 | 맥퍼슨 스트럿/멀티 링크 |
| 구동 형식            | 후륜 구동               | 후륜 구동               |
| 엔진 형식            | LY7                     | LLT                     |
| 연료                 | 가솔린                  | 가솔린                  |
| 배기량 (cc)          | 3,564                   | 3,564                   |
| 최고 출력 (ps/rpm)   | 252/6,600               | 277/6,400               |
| 최대 토크 (kg*m/rpm) | 34.0/2,800              | 36.0/2,900              |
| 연비 (km/ℓ)          | 8.6                     | 8.7                     |

## 역대 슬로건

### 1세대
- POWER OF TRUTH (베리타스)